# 李伯钦
李伯钦（470年—482年4月1日），陇西郡狄道县（今甘肃省定西市临洮县）人，北魏使持节、安南将军、怀相荆秦四州刺史兼都官尚书、泾阳昭子李佐的长子。

## 生平
李伯钦幼年就有悟性，很早就通晓儒学经典，进入国子学学习后，以高尚的风格在国子学生员中扬名，太和六年岁次壬戌二月丙戌朔廿七日壬子（482年4月1日），李伯钦在平城去世，虚岁十三，景明三年岁次壬午十二月乙酉朔十二日丙申（503年1月25日），迁葬于邺城西南西门豹祠东原吉迁里李佐之墓旁。李伯钦的墓志全称为《魏故国子学生李伯钦墓志铭》，2001年出土于河北临漳。

## 家族

### 曾祖父母
- 李翻，西凉骁骑将军、酒泉郡太守[1]
- 晋昌唐氏，冠军将军、永兴桓侯唐瑶之女[1]
- 天水尹氏，张掖县令尹永之女[1]

### 祖父母
- 李宝，北魏使持节、侍中、都督西垂诸军事、镇西大将军、开府仪同三司、领护西戎校尉、沙州牧、并州刺史、敦煌宣公[1]
- 金城杨氏，前军参军杨袆之女[1]
- 陇西彭氏，西海太守彭含之女[1]

### 父母
- 李佐，北魏使持节、安南将军、怀相荆秦四州刺史兼都官尚书、泾阳昭子[1]
- 陇西辛氏，镇远将军、汉阳太守、狄道侯辛松之女[1]
- 荥阳郑氏，郑定宗之女[1]

### 兄弟
- 李遵，北魏中垒将军、司空司马、泾阳县子
- 李柬，北魏镇远将军、济州刺史
- 李神俊，北魏骠骑大将军、肆州刺史、侍中、千乘文贞侯
- 李俊公，李思约的父亲
- 李刿，北魏司徒行参军